# Leone d'argento - Gran premio della giuria
Il Gran premio della giuria è, dopo il Leone d'oro, ed insieme con il Leone d'argento - Premio speciale per la regia, uno dei premi più importanti assegnati nel corso della Mostra internazionale d'arte cinematografica di Venezia.
Dal 2013 la titolazione del premio è divenuta quella attuale, mentre in precedenza talvolta era denominato "Premio speciale della giuria". La denominazione di "Gran premio della giuria" corrisponde alla creazione di un vero e proprio Premio speciale della giuria; i due premi sono gli omologhi del Grand Prix e del Prix du Jury assegnati a Cannes e corrispondono al secondo e terzo posto dopo il Leone d'oro al miglior film.
Si tratta, dunque, di un riconoscimento attribuito ad un film che, pur non risultando il vincitore della rassegna, si è comunque distinto ed è stato particolarmente apprezzato dai membri della giuria internazionale. Solitamente si tengono in conto alcuni aspetti dell'opera che non concorrono all'attribuzione del primo premio, ma che conferiscono un valore aggiunto all'opera, oppure può trattarsi di un riconoscimento indiretto attribuito all'autore dell'opera.

## Albo d'oro
Alcune edizioni della rassegna non si svolsero, per cause di diversa natura, mentre altre furono semplicemente non competitive, ed i premi non vennero consegnati. 
Dove compare la scritta ex aequo, il film risulta vincitore insieme a quello superiore:

### Anni 1950
- 1951: Un tram che si chiama Desiderio (A Streetcar Named Desire), regia di Elia Kazan  ·   Stati Uniti
- 1952: Mandy, regia di Alexander Mackendrick  ·   Regno Unito
- 1954: La sete del potere (Executive Suite), regia di Robert Wise  ·   Stati Uniti
- 1958
  - Gli amanti (Les amants), regia di Louis Malle  ·   Francia
  - La sfida, regia di Francesco Rosi  ·   Italia
- 1959: Il volto (Ansiktet), regia di Ingmar Bergman  ·   Svezia

### Anni 1960
- 1960: Rocco e i suoi fratelli, regia di Luchino Visconti  ·   Italia
- 1961: Pace a chi entra (Myr Vchodjashchcemu), regia di Aleksandr Aleksandrovič Alovv e Vladimir Naumovič Naumov  ·   Unione Sovietica
- 1962: Questa è la mia vita (Vivre sa vie), regia di Jean-Luc Godard  ·   Francia
- 1963
  - Fuoco fatuo (Le feu follet), regia di Louis Malle  ·   Francia
  - Introduzione alla vita (Vstuplijenije), regia di Igor Talankin  ·   Unione Sovietica
- 1964
  - Il Vangelo secondo Matteo, regia di Pier Paolo Pasolini  ·   Italia
  - Amleto (Gamlet), regia di Grigorij Kozincev e Iosif Shapiro  ·   Unione Sovietica
- 1965
  - Intolleranza: Simon del deserto (Simón del desierto), regia di Luis Buñuel  ·   Messico
  - Ho vent'anni (Mne Dvadcat' let), regia di Marlen Khutsiev  ·   Unione Sovietica
  - Bravi piccoli uomini (Modiga Mindre Män), regia di Leif Krantz  ·   Svezia
- 1966
  - Chappaqua (Chappaqua), regia di Conrad Rooks  ·   Stati Uniti
  - La ragazza senza storia (Abschied von gestern), regia di Alexander Kluge  ·   Germania Ovest
- 1967
  - La Cina è vicina, regia di Marco Bellocchio  ·   Italia
  - La cinese (La chinoise), regia di Jean-Luc Godard  ·   Francia
- 1968
  - Nostra Signora dei Turchi, regia di Carmelo Bene  ·   Italia
  - Il Socrate (Le Socrate), regia di Robert Lapoujade  ·   Francia

### Anni 1980
- 1981
  - Sogni d'oro, regia di Nanni Moretti  ·   Italia
  - Non portano lo smoking (Eles não usam black tie), regia di Leon Hirszman  ·   Brasile
- 1982: Imperativo (Imperativ), regia di Krzysztof Zanussi  ·   Germania Ovest
- 1983: Biquefarre, regia di Georges Rouquier  ·   Francia
- 1984: I favoriti della luna (Le favoris de la lune), regia di Otar Ioseliani  ·   Francia
- 1985: Tangos - L'esilio di Gardel (Tangos. El exilio de Gardel), regia di Fernando E. Solanas  ·   Argentina
- 1986
  - Il colombo selvatico (Čužaja belaja i rjaboj), regia di Sergei Solov'ëv  ·   Unione Sovietica
  - Storia d'amore, regia di Francesco Maselli  ·   Italia
- 1987: Hip hip hurra!, regia di Kjell Grede  ·   Svezia/ Danimarca/ Norvegia
- 1988: Campo Thiaroye, regia di Ousmane Sembène e Thierno Faty Sow  ·   Senegal
- 1989: Un incendio visto da lontano (Et la lumière fut), regia di Otar Ioseliani  ·   Francia/ Germania Ovest

### Anni 1990
- 1990: Un angelo alla mia tavola (An Angel at My Table), regia di Jane Campion  ·   Nuova Zelanda
- 1991: La divina commedia (A Divina Comédia), regia di Manoel de Oliveira  ·   Francia/ Portogallo
- 1992: Morte di un matematico napoletano, regia di Mario Martone  ·   Italia
- 1993: Bad Boy Bubby, regia di Rolf De Heer  ·   Australia
- 1994: Assassini nati (Natural Born Killers), regia di Oliver Stone  ·   Stati Uniti
- 1995
  - La commedia di Dio (A Comédia de Deus), regia di João César Monteiro  ·   Portogallo
  - L'uomo delle stelle, regia di Giuseppe Tornatore ( Italia)
- 1996: Briganti (Brigands, chapitre VII), regia di Otar Ioseliani  ·   Francia/ Russia/ Italia/ Svizzera
- 1997: Ovosodo, regia di Paolo Virzì  ·   Italia
- 1998: Terminus Paradis - Capolinea Paradiso (Terminus Paradis), regia di Lucian Pintilie  ·   Francia/ Romania
- 1999: Il vento ci porterà via (Bad ma ra khahad bord), regia di Abbas Kiarostami  ·   Francia/ Iran

### Anni 2000
- 2000: Prima che sia notte (Before Night Falls), regia di Julian Schnabel  ·   Stati Uniti
- 2001: Canicola (Hundstage), regia di Ulrich Seidl  ·   Austria
- 2002: La casa dei matti (Dom durakov), regia di Andrej Končalovskij  ·   Francia/ Russia
- 2003: L'aquilone (Le cerf-volant), regia di Randa Chahal Sabbag  ·   Libano
- 2004: Mare dentro (Mar adentro), regia di Alejandro Amenábar  ·   Spagna
- 2005: Mary, regia di Abel Ferrara  ·   Stati Uniti
- 2006: Daratt - La stagione del perdono (Daratt), regia di Mahamat-Saleh Haroun  ·   Ciad/ Francia/ Belgio/ Austria
- 2007
  - Io non sono qui (I'm Not There), regia di Todd Haynes  ·   Stati Uniti
  - Cous cous (La graine e le mulet), regia di Abdellatif Kechiche  ·   Francia
- 2008: Teza, regia di Haile Gerima  ·   Etiopia/ Francia/ Germania
- 2009: Soul Kitchen, regia di Fatih Akın  ·   Germania/ Turchia

### Anni 2010
- 2010: Essential Killing, regia di Jerzy Skolimowski  ·   Polonia/ Norvegia/ Ungheria/ Irlanda
- 2011: Terraferma, regia di Emanuele Crialese  ·   Italia
- 2012: Paradise: Faith (Paradies: Glaube), regia di Ulrich Seidl  ·   Austria
- 2013: Stray Dogs (Jiao You), regia di Tsai Ming-liang  ·   Taiwan/ Francia
- 2014: The Look of Silence, regia di Joshua Oppenheimer  ·   Danimarca/ Finlandia/ Indonesia/ Norvegia/ Regno Unito
- 2015: Anomalisa, regia di Charlie Kaufman e Duke Johnson  ·   Stati Uniti
- 2016: Animali notturni (Nocturnal Animals), regia di Tom Ford  ·   Stati Uniti[1]
- 2017: Foxtrot - La danza del destino (Foxtrot), regia di Samuel Maoz  ·   Israele/ Germania/ Francia[2]
- 2018: La favorita (The Favourite), regia di Yorgos Lanthimos  ·   Stati Uniti/ Grecia/ Regno Unito[3]
- 2019: L'ufficiale e la spia (J'accuse), regia di Roman Polański  ·   Francia[4]

### Anni 2020
- 2020: Nuevo orden, regia di Michel Franco  ·   Messico/ Francia
- 2021: È stata la mano di Dio, regia di Paolo Sorrentino  ·   Italia/ Francia
- 2022: Saint Omer, regia di Alice Diop  ·   Francia
- 2023: Il male non esiste (Aku wa sonzai shinai), regia di Ryūsuke Hamaguchi  ·   Giappone
- 2024: Vermiglio, regia di Maura Delpero  ·   Italia/ Francia/ Belgio